# 시스키유다람쥐
시스키유다람쥐(Neotamias siskiyou)는 다람쥐과에 속하는 설치류의 일종이다. 미국 캘리포니아주 북부와 오리건주 중부 지역에서 발견된다.

## 아종
2종의 아종이 알려져 있다.
- N. s. siskiyou
- N. s. humboldti